# Sebastien De Maio
Sebastien De Maio (Saint-Denis, 5 marzo 1987) è un ex calciatore francese, di ruolo difensore, attuale team manager del Mantova. Inoltre è un nuovo giocatore dell’ATL Verniciatura a Pontoglio 

## Biografia
Il 20 giugno 2015, si è sposato a Parigi con la compagna Federica.
È in possesso anche del passaporto italiano.

## Caratteristiche tecniche
Di ruolo difensore centrale, è molto abile in velocità e nel gioco aereo, dove si destreggia abilmente soprattutto nelle mischie da corner.

## Carriera

### Club

#### Brescia e vari prestiti
Cresciuto nelle giovanili del Louhans-Cuiseaux e del Nancy, nell'estate 2006 viene acquistato a titolo definitivo dal Brescia che lo schiera per la stagione 2006-2007 nella formazione Primavera delle rondinelle; riesce ad esordire in Serie B il 17 giugno 2007 nella partita contro il Rimini persa per 2-0. Nella stagione 2007-2008 viene ceduto in prestito al Celano Olimpia.
La stagione successiva è aggregato alla rosa della prima squadra, quindi nell'autunno del 2009 subisce la frattura al malleolo che lo terrà per dieci settimane lontano dai campi di gioco; dopo il suo recupero il Brescia decide di mandarlo nuovamente in prestito nella società abruzzese, in modo che possa tornare in forma dopo l'infortunio. Nella stagione 2009-2010 parte diverse volte titolare.
Debutta nella massima serie il 19 settembre 2010, subentrando gli ultimi sei minuti nella vittoria per 1-0 del Brescia ai danni del ChievoVerona. Il 20 gennaio 2011 passa in prestito fino al termine della stagione al Frosinone, in serie B.

#### Genoa
Il 29 giugno 2013 passa al Genoa durante la sessione estiva del calciomercato Esordisce con la formazione ligure il 15 settembre subentrando al posto di Alessandro Gamberini, in occasione del Derby della Lanterna vinto per 3-0 contro la Sampdoria. Segna la sua prima rete il 26 gennaio 2014 siglando il definitivo 3-3 nella trasferta contro la Fiorentina. Chiude la stagione con 23 presenze e due gol.
La stagione successiva, dopo essere sceso in campo il 24 agosto contro il Lanciano nel terzo turno preliminare della Coppa Italia, esordisce in campionato il 31 agosto successivo alla prima giornata contro il Napoli. Segna il suo primo gol stagionale il 4 aprile 2015 nella gara interna pareggiata 1-1 contro l'Udinese.
il 20 aprile 2016 segna la sua prima rete nel terzo campionato in maglia rossoblù decidendo il match vinto 1-0 contro l'Inter.

#### Anderlecht e Fiorentina
Il 6 luglio 2016 il Genoa lo cede per 4 milioni di euro all'Anderlecht, club belga con cui firma un contratto quadriennale. Lo stesso club lo cederà poi in prestito alla Fiorentina nella stessa sessione di mercato per problemi familiari dovuti al rischio di attentati ed una lite con l'allenatore René Weiler. Mette insieme solo 9 presenze tra Serie A, Coppa Italia ed Europa League non venendo riscattato.

#### Bologna e prestito all’Udinese
Nell'agosto 2017 passa a titolo definitivo al Bologna. Trova il suo primo gol con la maglia rossoblu il 21 gennaio 2018 nella vittoria 3-0 contro il Benevento. Segna 2 gol in 26 partite di campionato, mentre, nella stagione seguente, fa solo 6 apparizioni.
Il 24 gennaio 2019 passa in prestito con obbligo di riscatto all’Udinese. Debutta dal primo minuto coi Bianconeri il 3 febbraio nel match casalingo pareggiato 1-1 contro la Fiorentina, mentre, durante la sua seconda apparizione, viene espulso nel finale per doppia ammonizione, nel match perso per 1-0 sul campo del Torino. Va a segno proprio all'ultimo turno, il 26 maggio, mettendo a segno il gol vittoria in casa del Cagliari (2-1), ultimo gol stagionale dei friulani. A fine campionato l'Udinese ne riscatta interamente il cartellino, firmando un contratto che lo legherà ai friulani fino al 2022.

#### Vicenza e prestito al Modena
Il 13 gennaio 2022 si trasferisce al Vicenza, a titolo definitivo sottoscrivendo un accordo sino al 30 giugno 2024. Esordisce con la nuova maglia dieci giorni dopo, giocando da titolare nel derby veneto contro il Cittadella. Il 6 maggio 2022 segna la sua prima rete con i veneti nel successo in casa dell'Alessandria, ed è pesantissima in quanto permette al Vicenza di raggiungere gli spareggi play-out e condanna i grigi alla serie C.
Il 28 luglio dello stesso anno, passa in prestito al neo promosso Modena. Al termine del prestito, torna al Vicenza, a causa del mancato esercizio del diritto di riscatto.
In biancorosso rimane fino al 2 gennaio 2024 quando, dopo aver raccolto altre sei presenze nella prima parte della stagione, risolve consensualmente il proprio contratto con la società.

#### Mantova e ritiro
Il 22 gennaio 2024, De Maio firma un contratto fino al termine della stagione con il Mantova, in Serie C. Dopo aver contribuito alla promozione dei lombardi in Serie B, nel maggio dello stesso anno il difensore rinnova il proprio contratto con la squadra per un'altra annata.
Il 12 luglio 2025 annuncia il ritiro dal calcio giocato, diventando team manager del club lombardo.

## Statistiche

### Presenze e reti nei club
| Stagione            | Squadra             | Campionato          | Campionato | Campionato | Coppe nazionali | Coppe nazionali | Coppe nazionali | Coppe continentali | Coppe continentali | Coppe continentali | Altre coppe | Altre coppe | Altre coppe | Totale | Totale |
| Stagione            | Squadra             | Comp                | Pres       | Reti       | Comp            | Pres            | Reti            | Comp               | Pres               | Reti               | Comp        | Pres        | Reti        | Pres   | Reti   |
| ------------------- | ------------------- | ------------------- | ---------- | ---------- | --------------- | --------------- | --------------- | ------------------ | ------------------ | ------------------ | ----------- | ----------- | ----------- | ------ | ------ |
| 2006-2007           | Brescia             | B                   | 1          | 0          | CI              | 0               | 0               | -                  | -                  | -                  | -           | -           | -           | 1      | 0      |
| 2007-2008           | Celano              | C2                  | 32+4       | 5+0        | CI-C            | -               | -               | -                  | -                  | -                  | -           | -           | -           | 36     | 5      |
| 2008-gen. 2009      | Brescia             | B                   | 3          | 0          | CI              | 1               | 0               | -                  | -                  | -                  | -           | -           | -           | 4      | 0      |
| gen.-giu. 2009      | Celano              | 2D                  | 12         | 1          | CI+CI-LP        | -               | -               | -                  | -                  | -                  | -           | -           | -           | 12     | 1      |
| Totale Celano       | Totale Celano       | Totale Celano       | 44+4       | 6          |                 | 0               | 0               |                    | -                  | -                  |             | -           | -           | 48     | 6      |
| 2009-2010           | Brescia             | B                   | 30+1       | 0          | CI              | 2               | 0               | -                  | -                  | -                  | -           | -           | -           | 33     | 0      |
| 2010-gen. 2011      | Brescia             | A                   | 2          | 0          | CI              | 2               | 0               | -                  | -                  | -                  | -           | -           | -           | 4      | 0      |
| gen.-giu. 2011      | Frosinone           | B                   | 18         | 1          | CI              | -               | -               | -                  | -                  | -                  | -           | -           | -           | 18     | 1      |
| 2011-2012           | Brescia             | B                   | 39         | 1          | CI              | 2               | 1               | -                  | -                  | -                  | -           | -           | -           | 41     | 2      |
| 2012-2013           | Brescia             | B                   | 38+2       | 3+0        | CI              | 1               | 0               | -                  | -                  | -                  | -           | -           | -           | 41     | 3      |
| Totale Brescia      | Totale Brescia      | Totale Brescia      | 113+3      | 4          |                 | 8               | 1               |                    | -                  | -                  |             | -           | -           | 124    | 5      |
| 2013-2014           | Genoa               | A                   | 23         | 2          | CI              | 0               | 0               | -                  | -                  | -                  | -           | -           | -           | 23     | 2      |
| 2014-2015           | Genoa               | A                   | 33         | 1          | CI              | 2               | 0               | -                  | -                  | -                  | -           | -           | -           | 35     | 1      |
| 2015-2016           | Genoa               | A                   | 28         | 1          | CI              | -               | -               | -                  | -                  | -                  | -           | -           | -           | 28     | 1      |
| Totale Genoa        | Totale Genoa        | Totale Genoa        | 84         | 4          |                 | 2               | 0               |                    | -                  | -                  |             | -           | -           | 86     | 4      |
| lug.-ago. 2016      | Anderlecht          | D1                  | 2          | 0          | CB              | -               | -               | UCL+UEL            | 2+0                | 0                  | -           | -           | -           | 4      | 0      |
| ago. 2016-2017      | Fiorentina          | A                   | 6          | 0          | CI              | 1               | 0               | UEL                | 2                  | 0                  | -           | -           | -           | 9      | 0      |
| 2017-2018           | Bologna             | A                   | 26         | 2          | CI              | 1               | 0               | -                  | -                  | -                  | -           | -           | -           | 27     | 2      |
| 2018-gen. 2019      | Bologna             | A                   | 6          | 0          | CI              | 0               | 0               | -                  | -                  | -                  | -           | -           | -           | 6      | 0      |
| Totale Bologna      | Totale Bologna      | Totale Bologna      | 32         | 2          |                 | 1               | 0               |                    | -                  | -                  |             | -           | -           | 33     | 2      |
| gen.-giu. 2019      | Udinese             | A                   | 16         | 1          | CI              | -               | -               | -                  | -                  | -                  | -           | -           | -           | 16     | 1      |
| 2019-2020           | Udinese             | A                   | 21         | 0          | CI              | 2               | 1               | -                  | -                  | -                  | -           | -           | -           | 23     | 1      |
| 2020-2021           | Udinese             | A                   | 15         | 0          | CI              | 1               | 0               | -                  | -                  | -                  | -           | -           | -           | 16     | 0      |
| 2021-gen. 2022      | Udinese             | A                   | 2          | 0          | CI              | 2               | 1               | -                  | -                  | -                  | -           | -           | -           | 4      | 1      |
| Totale Udinese      | Totale Udinese      | Totale Udinese      | 54         | 1          |                 | 5               | 2               |                    | -                  | -                  |             | -           | -           | 59     | 3      |
| gen.-giu. 2022      | Vicenza             | B                   | 20+2       | 1+0        | CI              | -               | -               | -                  | -                  | -                  | -           | -           | -           | 22     | 1      |
| 2022-2023           | Modena              | B                   | 10         | 0          | CI              | 2               | 0               | -                  | -                  | -                  | -           | -           | -           | 12     | 0      |
| 2023-gen. 2024      | Vicenza             | C                   | 4          | 0          | CI+CI-C         | 0+2             | 0               | -                  | -                  | -                  | -           | -           | -           | 6      | 0      |
| Totale L.R. Vicenza | Totale L.R. Vicenza | Totale L.R. Vicenza | 24+2       | 1          |                 | 2               | 0               |                    | -                  | -                  |             | -           | -           | 28     | 1      |
| gen.-giu. 2024      | Mantova             | C                   | 7          | 0          | CI-C            | -               | -               | -                  | -                  | -                  | SC-C        | 0           | 0           | 7      | 0      |
| 2024-2025           | Mantova             | B                   | 14         | 0          | CI              | 0               | 0               | -                  | -                  | -                  | -           | -           | -           | 14     | 0      |
| Totale Mantova      | Totale Mantova      | Totale Mantova      | 21         | 0          |                 | 0               | 0               |                    | -                  | -                  |             | 0           | 0           | 21     | 0      |
| Totale carriera     | Totale carriera     | Totale carriera     | 408+9      | 19         |                 | 21              | 3               |                    | 4                  | 0                  |             | 0           | 0           | 442    | 22     |

## Palmarès

### Club

#### Competizioni nazionali
- Serie C: 1

Mantova: 2023-2024 (girone A)